# ビーンズエース
『ビーンズエース』（Beans A）は、角川書店から刊行されていた漫画雑誌。

## 概要
主に角川ビーンズ文庫・角川スニーカー文庫を漫画化したものが掲載されていた。2005年7月の発刊時は『月刊少年エース』増刊であったが、Vol.4より『月刊Asuka』増刊となった。また、2007年8月号増刊Vol.9までは季刊誌であったが、2007年11月号増刊Vol.10より隔月刊行になった。しかし、2009年11月号増刊で刊行終了。偶数月の10日発売だった。

## 掲載作品

### ビーンズ文庫
- 少年陰陽師（キャラ原案・作画：あさぎ桜 / 原作：結城光流）
- マスケティア・ルージュ（作画：神月凛 / 原作：志麻友紀 / キャラ原案：さいとうちほ）
- アダルシャンの花嫁（作画：風都ノリ / 原作：雨川恵 / キャラ原案：桃季さえ）
- やさしい竜の殺し方（作画：加藤絵理子 / 原作：津守時生 / キャラ原案：小林智美）
- 貴族探偵エドワード（作画：おもて空良 / 原作：椹野道流 / キャラ原案：ひだかなみ）
- 瑠璃の風に花は流れる（作画・キャラ原案：由貴海里 / 原作：槇ありさ） → 月刊Asukaに移籍
- 彩雲国物語（キャラ原案・作画：由羅カイリ / 原作：雪乃紗衣） → 月刊Asukaに移籍
- 身代わり伯爵の冒険（作画：柴田五十鈴 / 原作：清家未森 / キャラ原案：ねぎしきょうこ） → 月刊Asukaに移籍

### スニーカー文庫
- バイトでウィザード（作画：佐伯淳一 / 原作：椎野美由貴 / キャラ原案：原田たけひと）
- されど罪人は竜と踊る（作画：灰原薬 / 原作：浅井ラボ / キャラ原案：宮城）
- 失踪HOLIDAY（作画：清原紘 / 原作：乙一）
- 薔薇のマリア（作画：是美三々 / 原作：十文字青 / キャラ原案：BUNBUN）

### オリジナル
- 荒魂トライブ（ゴツボ×リュウジ）
- マヒルの用心棒（大岩ケンジ）
- クロム・ブレイカー（阿倍野ちゃこ）
- Lira Rycle（ヤスダスズヒト）
- コインランドリーの女（清原紘）
- 胡鶴捕物帳（片桐美亜）→ 月刊Asukaに移籍
- シュネーガルテンの郵便屋さん（香月沙綾）
- ZONE-00（九条キヨ) → 月刊Asukaに移籍
- 精霊学者綺談 藜鏡花伝（樋口大輔）
- ゴールデン・コリドール（結賀さとる） （コミックスにて完結）
- 暁の誓約（作画：松尾葉月 / 原作：結城光流）

### その他
- コードギアス 反攻のスザク（作画：ヨミノアツロ / シナリオ協力：羽角彩夏（アークライト） / 原作：サンライズ）
- 戦国BASARA2 〜落花流水の章〜（作画：綾瀬マナ / シナリオ協力：土井佐智子 / 原作：カプコン）
- 鋼殻のレギオス シークレット・サイド（作画：渡里 / 原作：雨木シュウスケ（富士見ファンタジア文庫刊） / キャラ原案：深遊）
- BLOOD+ A(アダージョ)（作画：スエカネクミコ / 原作：Production I.G、Aniplex/ キャラクター原案：箸井地図）
- “文学少女”と美味しい噺（作画：日吉丸晃 / 原作：野村美月 （ファミ通文庫）/ キャラクター原案：竹岡美穂）
- マーベラス・ツインズ（作画：岩城そよご / シナリオ協力：川合章子 / 原作：古龍（GAMECITY文庫刊） / キャラ原案：藤田香）